# 3月6日
3月6日（さんがつむいか）は、グレゴリオ暦で年始から65日目（閏年では66日目）にあたり、年末まであと300日ある。

## できごと

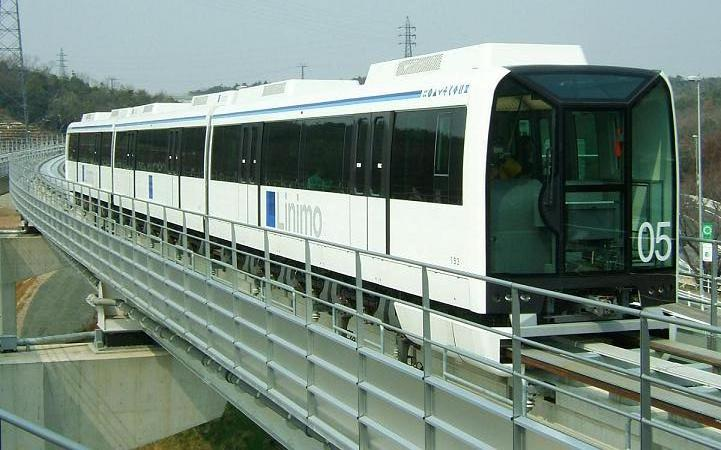
日本初の実用磁気浮上式リニアモーターカー、愛知高速交通東部丘陵線開業(2005)

- 1172年（承安2年2月10日） - 平清盛の娘である徳子が高倉天皇の中宮になる。
- 1694年（元禄7年2月11日） - 高田馬場の決闘が起こる。
- 1821年 - ギリシャ独立戦争が始まる。
- 1836年 - テキサス革命: アラモの砦が陥落し、アラモの戦いが終結。メキシコ軍がテキサス分離独立派に勝利。
- 1853年 - ジュゼッペ・ヴェルディのオペラ『椿姫』が、ヴェネツィアのフェニーチェ座で初演[1]。
- 1857年 - 合衆国最高裁判所がドレッド・スコット対サンフォード事件の判決を下す。
- 1869年 - ドミトリ・メンデレーエフがロシア化学会で周期律表を発表。
- 1890年 - 政府が三菱の岩崎弥之助に東京・丸の内一帯を払い下げ。
- 1893年 - 神奈川県に属していた西多摩郡・南多摩郡・北多摩郡（三多摩）を東京都に編入。
- 1897年 - 東京・神田錦町の錦輝館（きんきかん）で、日本初の映画の興行が行われる[2]。
- 1907年 - 玉川電気鉄道が、道玄坂上 - 三軒茶屋間で開業。
- 1930年 - ゼネラルフーヅが世界初の冷凍食品を発売。
- 1942年 - 第二次世界大戦: 海軍省が、真珠湾攻撃で戦死した特別攻撃隊員9人を軍神として顕彰。
- 1943年 - 布袋座火災: 北海道虻田郡倶知安町で映画会開催中に火災が発生、208人が死亡。
- 1945年 - 第二次世界大戦: 国民勤労動員令公布・施行。
- 1946年 - 日本初のスポーツ新聞『日刊スポーツ』が創刊[3]。
- 1951年 - ローゼンバーグ事件の裁判が始まる。
- 1953年 - ヨシフ・スターリンの死去に伴い、後任のソ連首相にゲオルギー・マレンコフが就任。
- 1957年 - 英領ゴールド・コーストがイギリスから独立してガーナ共和国となる。ンクルマが初代首相に就任。
- 1957年 - 日本初の女性週刊誌である『週刊女性』が創刊される[4]。
- 1964年 - コンスタンティノス2世がギリシャ国王に即位。
- 1965年 - 山陽特殊製鋼が負債総額480億円を抱えて会社更生法の適用を申請。戦後最大の倒産として報道[5]。
- 1967年 - 日本航空が世界一周線の運航を開始。
- 1967年 - ヨシフ・スターリンの娘のスヴェトラーナ・アリルーエワがアメリカ合衆国に亡命。
- 1972年 - 新日本プロレス旗揚げ。
- 1975年 - アルジェ協定: イランとイラクがシャットゥルアラブ川およびフーゼスターンにおける国境問題の解決と敵対関係の停止を合意。
- 1975年 - ケネディ大統領暗殺事件を撮影した8ミリフィルム「ザプルーダー・フィルム」が初めてテレビ放映される。
- 1982年 - NFLに対抗して結成されたアメリカフットボール連盟（英語版） (USFL) の最初の試合が行われる。
- 1986年 - ハレー艦隊: ソ連の探査機ベガ1号が、ハレー彗星に最接近し、500枚以上の画像を撮影して、彗星の組成、温度などを明らかにした[6]。
- 1989年 - 兵庫県津名郡津名町（現：淡路市）でふるさと創生事業による1億円分の金塊を公開。
- 1989年 - リクルート事件に関連して、NTTの真藤恒前会長を、東京地検特捜部がNTT法違反（収賄）で逮捕。
- 1993年 - 金丸事件: 金丸信元自由民主党副総裁が、脱税の容疑で東京地検特捜部に逮捕される。
- 1994年 - 新横浜ラーメン博物館が開館。
- 2001年 - 室蘭女子高生失踪事件が発生。事件から23年が経過した2024年時点でも未解決事件となっている[7]。
- 2002年 - 北九州監禁殺人事件で、事件発覚の発端となる少女の監禁事件が明るみに出る。
- 2005年 - 日本初の実用磁気浮上式リニアモーターカー、愛知高速交通東部丘陵線「リニモ」が愛知県で開業する。
- 2006年 - 第二次世界大戦終結後、初めて日本が独自開発した戦闘機F-1が退役。
- 2019年 - 金融商品取引法違反などの罪で逮捕された日産自動車の前会長カルロス・ゴーン被告が、保釈保証金10億円を納付し、東京拘置所から保釈された。2018年11月19日の逮捕から108日目で身柄拘束を解かれた。
- 2023年 - 韓国の朴振外相が、いわゆる徴用工訴訟問題について、韓国最高裁で敗訴した日本企業の賠償を韓国政府傘下の財団が肩代わりする解決策を表明した。
- 2025年 - 香港で、香港国家安全維持法違反の罪に問われていた民主派団体の元幹部ら3人の上訴審で、香港の終審法院（最高裁）が、有罪判決を破棄する判決を言い渡す[8]。香港で国安法に問われた被告が終審法院で初めて勝訴した[9]。
- 2025年 - 東北新幹線の下り、上野・大宮間ではやぶさとこまちの連結部分が外れて緊急停止する事故が発生。同様の事例が2024年9月にも発生している。

## 誕生日

### 人物

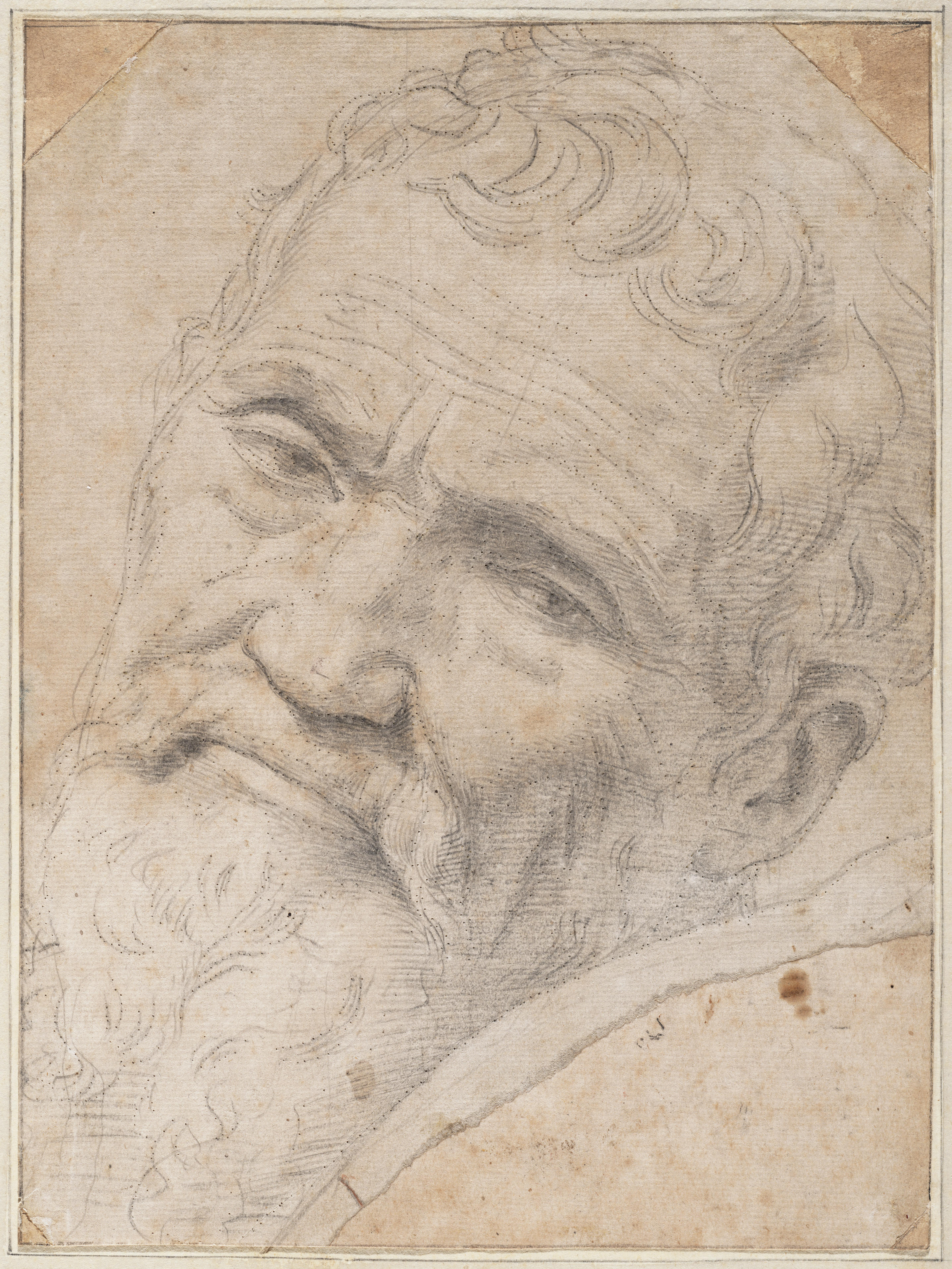
ミケランジェロ (1475-1564)誕生。

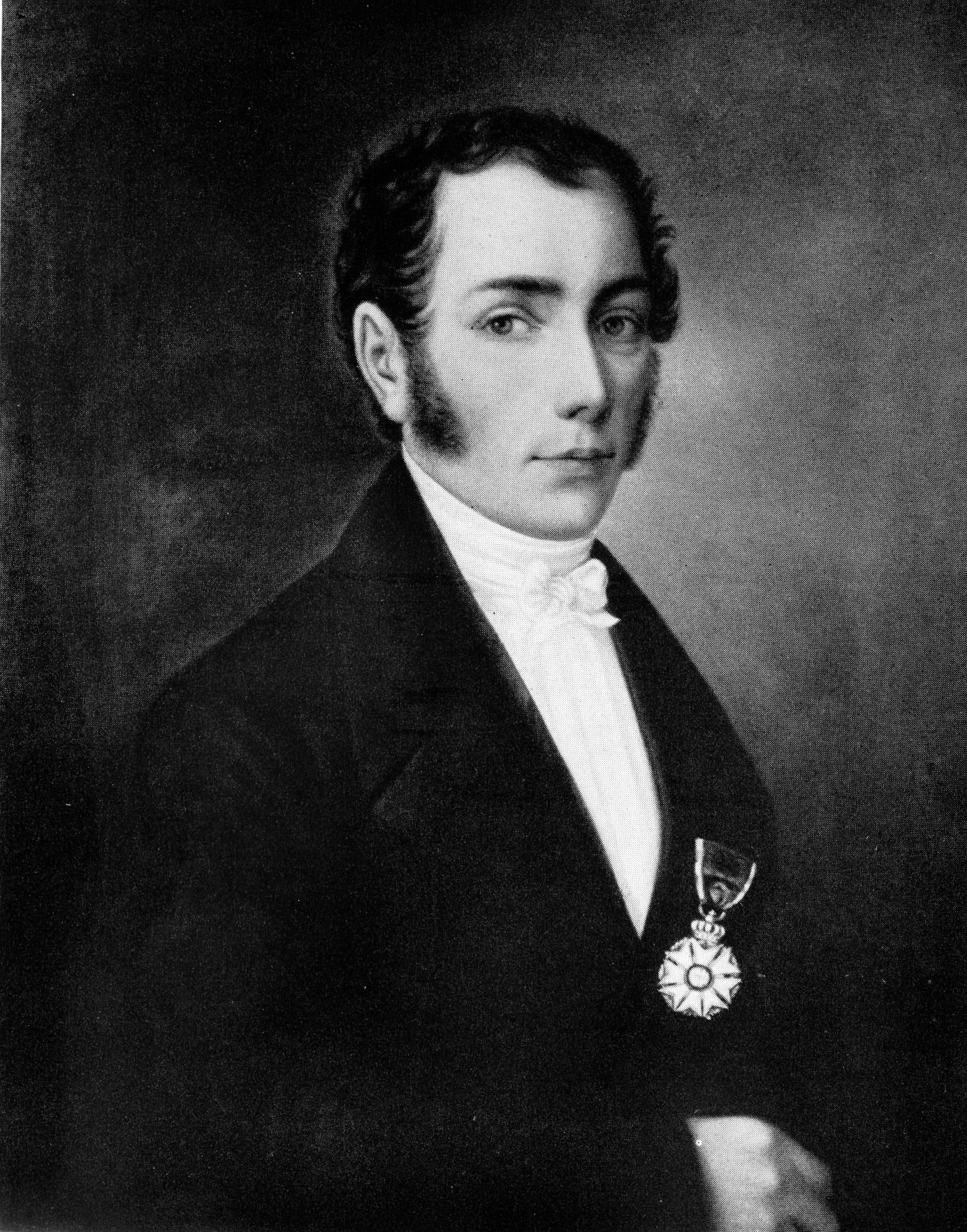
フラウンフォーファー (1787-1826)誕生。

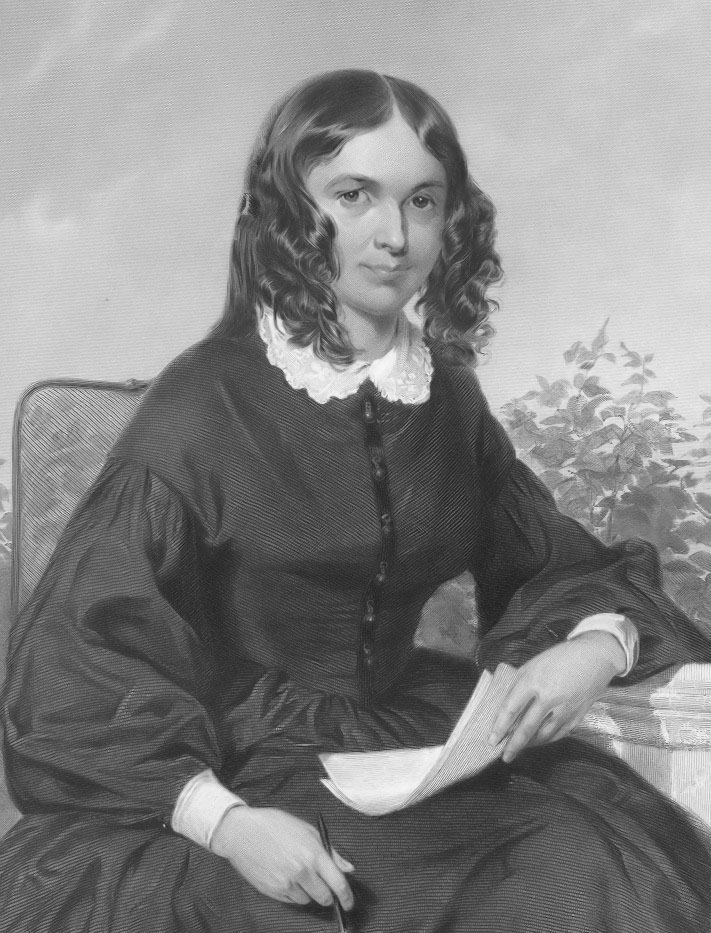
エリザベス・バレット・ブラウニング (1806-1861)誕生。

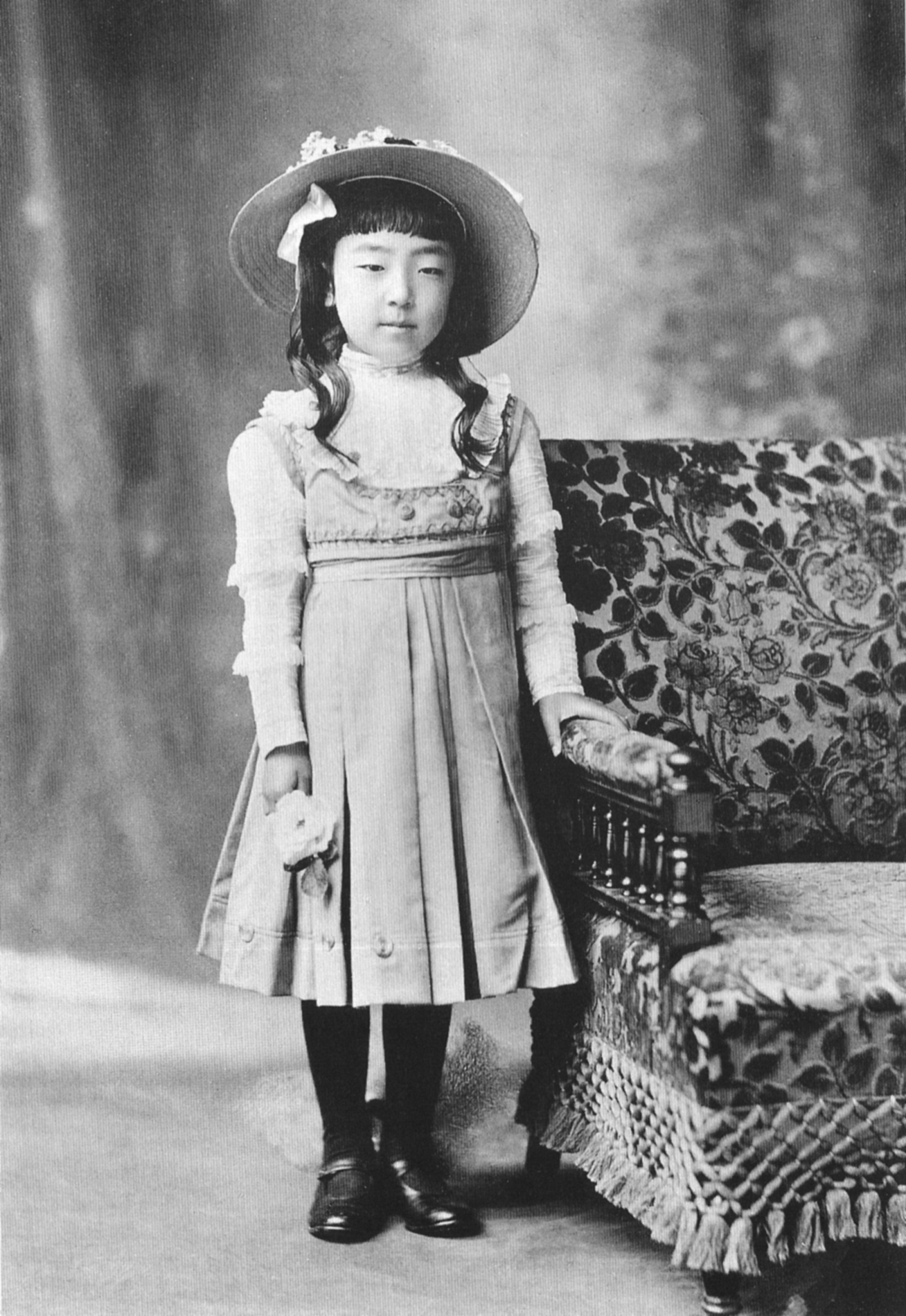
香淳皇后 (1903-2000)誕生。

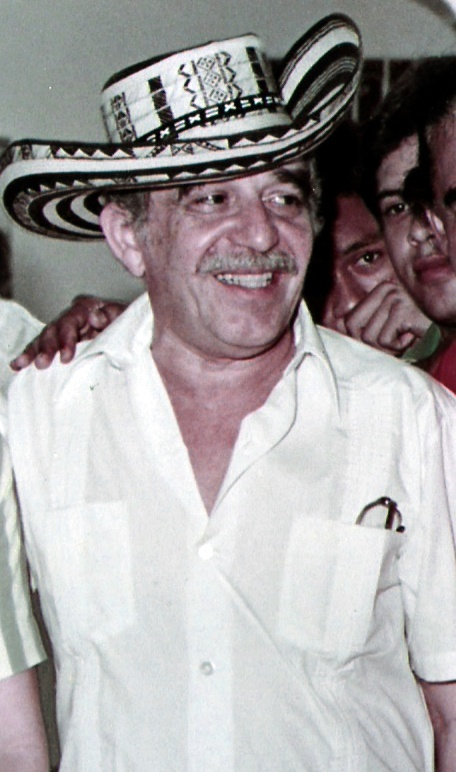
ガブリエル・ガルシア＝マルケス (1928-2014)誕生。

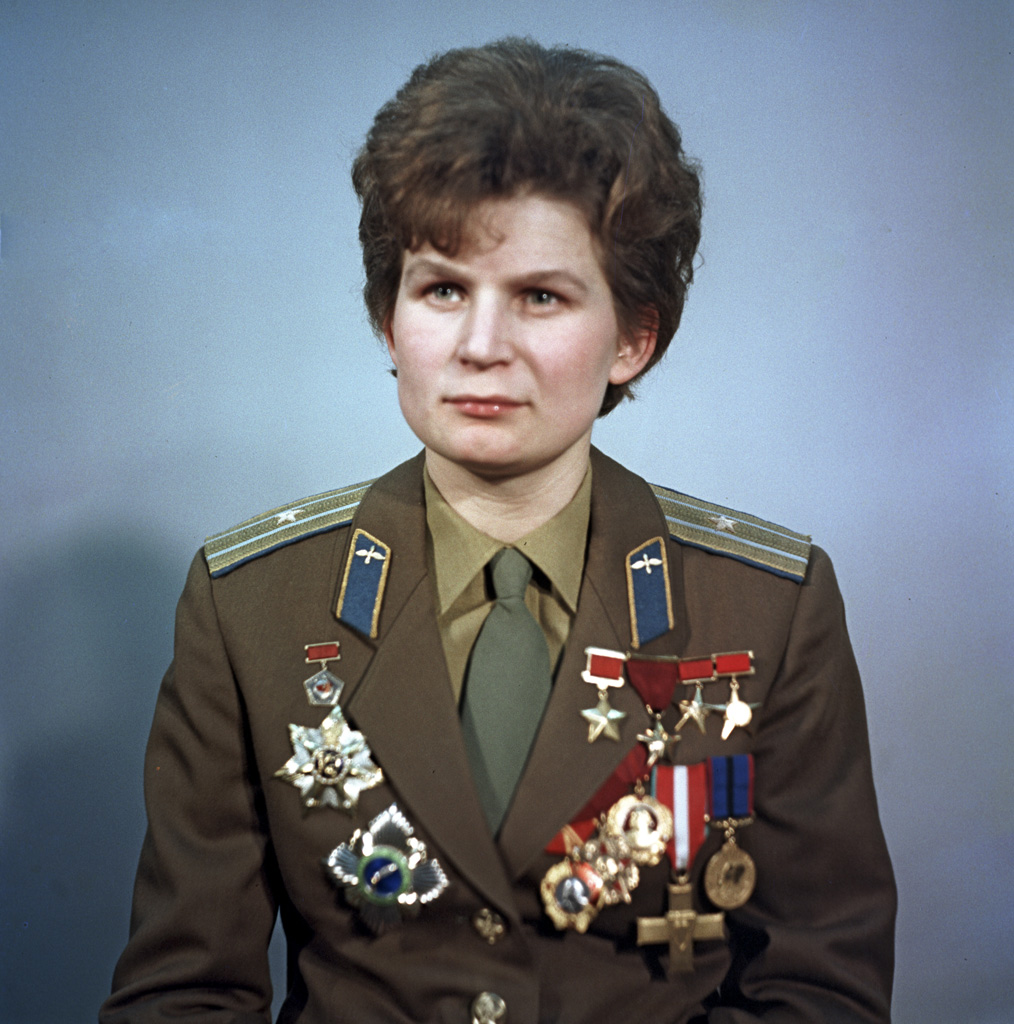
ワレンチナ・テレシコワ (1937-)誕生。

サラブレッドハイセイコー (1970-2000)誕生。画像は新冠町に立つ銅像。

- 1340年 - ジョン・オブ・ゴーント、ランカスター家の祖（+ 1399年）
- 1405年 - フアン2世、カスティーリャ国王（+ 1454年）
- 1459年 - ヤーコプ・フッガー、フッガー家の商人（+ 1525年）
- 1475年 - ミケランジェロ、画家、彫刻家（+ 1564年）
- 1483年 - フランチェスコ・グイチャルディーニ、歴史家、政治家（+ 1540年）
- 1492年 - ファン・ルイス・ヴィヴェス、人文学者、教育家　(+ 1540年)
- 1495年 - ルイージ・アラマンニ、詩人（+ 1556年）
- 1508年 - フマーユーン、ムガル帝国第2代皇帝（+ 1556年）
- 1619年 - シラノ・ド・ベルジュラック、作家（+ 1655年）
- 1706年 - ジョージ・ポコック（George Pocock）、英国の海軍提督（+ 1792年）
- 1779年 - アントワーヌ＝アンリ・ジョミニ、軍人（+ 1869年）
- 1787年 - ヨゼフ・フォン・フラウンホーファー、物理学者（+ 1826年）
- 1806年 - エリザベス・バレット・ブラウニング、詩人（+ 1861年）
- 1817年 - クレマンティーヌ・ドルレアン、ブルガリア王フェルディナントの母（+ 1907年）
- 1831年 - フィリップ・シェリダン、アメリカの軍人（+ 1888年）
- 1841年 - マリー・アルフレッド・コルニュ、物理学者（+ 1902年）
- 1843年（天保14年2月6日） - 松尾臣善、第6代日本銀行総裁（+ 1916年）
- 1865年（同治4年2月9日） - 段祺瑞、中国清末民初の軍人、政治家（+ 1936年）
- 1869年（明治2年1月24日） - 大町桂月、詩人、歌人、随筆家（+ 1925年）
- 1870年 - オスカー・シュトラウス、作曲家（+ 1954年）
- 1877年 - ハロルド・E・パーマー、言語教育、音声学者（+ 1949年）
- 1885年 - リング・ラードナー、作家（+ 1933年）
- 1886年 - 来栖三郎、外交官（+ 1954年）
- 1889年 - 鈴木雅次、土木工学者（+ 1987年）
- 1896年 - 大浦留市、陸上競技選手・指導者、教師（+ 1989年）
- 1899年 - 宮沢俊義、法学者（+ 1976年）
- 1900年 - レフティ・グローブ、プロ野球選手（+ 1975年）
- 1903年 - 香淳皇后、昭和天皇の皇后（+ 2000年）
- 1904年 - 吉井淳二、洋画家（+ 2004年）
- 1909年 - 大岡昇平、小説家（+ 1988年）
- 1910年 - 三井弘次、俳優（+ 1979年）
- 1912年 - 上田藤夫、元プロ野球選手、審判（+ 2003年）
- 1912年 - 都留重人、経済学者（+ 2006年）
- 1912年 - 古関金子、声楽家、詩人（+ 1980年）
- 1913年 - 鷲見四郎、ヴァイオリニスト（+ 2003年）
- 1913年 - 杉岡華邨、書家（+ 2012年）
- 1914年 - キリル・コンドラシン、指揮者（+ 1981年）
- 1915年 - ピート・グレイ、元プロ野球選手（+ 2002年）
- 1917年 - 荒木道子、女優（+ 1989年）
- 1917年 - ドナルド・デイヴィッドソン、哲学者（+ 2003年）
- 1919年 - 芥川隆行、元アナウンサー、ナレーター（+ 1990年）
- 1920年 - 境勝太郎、騎手、調教師、競馬評論家（+ 2009年）
- 1920年 - 村松幸雄、プロ野球選手（+ 1944年）
- 1921年 - 岩橋利男、元プロ野球選手
- 1923年 - ウェス・モンゴメリー、ジャズギタリスト（+ 1968年）
- 1923年 - エド・マクマホン、コメディアン、テレビ番組司会者（+ 2009年）
- 1923年 - 岡部伊都子、随筆家（+ 2008年）
- 1923年 - 石田名香雄、細菌学者（+ 2009年）
- 1924年 - ウィリアム・H・ウェブスター、弁護士、法学者（+ 2025年）
- 1926年 - アラン・グリーンスパン、経済学者
- 1926年 - アンジェイ・ワイダ、映画監督（+ 2016年）
- 1926年 - 一松信、数学者
- 1928年 - ガルシア・マルケス、小説家（+ 2014年）
- 1928年 - 千葉馨、ホルン奏者（+ 2008年）
- 1930年 - ロリン・マゼール、指揮者（+ 2014年）
- 1932年 - 吉田竜夫、漫画家、タツノコプロ創始者（+ 1977年）
- 1934年 - 藤村有弘、喜劇俳優（+ 1982年）
- 1934年 - ミルトン・ダイアモンド、性科学者（+ 2024年）
- 1935年 - 緋本祥男、元プロ野球選手
- 1937年 - ワレンチナ・テレシコワ、宇宙飛行士
- 1938年 - 関谷勝嗣、政治家
- 1938年 - 北澤俊美、政治家
- 1939年 - アダム・オズボーン、コンピュータデザイナー（+ 2003年）
- 1940年 - ウィリー・スタージェル、元プロ野球選手（+ 2001年）
- 1941年 - 加瀬邦彦、ミュージシャン（+ 2015年）
- 1942年 - 戸塚洋二、物理学者（+ 2008年）
- 1944年 - 奥本大三郎、フランス文学者
- 1944年 - 曽根威彦、刑法学者
- 1944年 - キリ・テ・カナワ、ソプラノ歌手
- 1946年 - デヴィッド・ギルモア、ミュージシャン（ピンク・フロイド）
- 1946年 - マーティン・コーヴ、俳優
- 1947年 - 宮本輝、小説家
- 1947年 - キラー・カーン、プロレスラー（+ 2023年）
- 1947年 - ロブ・ライナー、映画監督、俳優
- 1947年 - ディック・フォスベリー、陸上競技選手（+ 2023年）
- 1948年 - 安藤和津、エッセイスト
- 1948年 - 宇津宮雅代、女優
- 1949年 - 髙橋真梨子、歌手
- 1949年 - 加藤保男、登山家（+ 1982年）
- 1950年 - 鈴置洋孝、声優（+ 2006年）
- 1950年 - 荒木耕治、政治家
- 1951年 - 田中健、俳優
- 1951年 - ヘリー・クネットマン、自転車競技選手（+ 2004年）
- 1952年 - マリエル・ラベック、ピアニスト（ラベック姉妹）
- 1954年 - 中山星香、漫画家
- 1954年 - 鈴木清明、実業家、広島東洋カープ球団本部長
- 1954年 - ハラルト・シューマッハー、元サッカー選手、指導者
- 1954年 - 北川れん子、政治家
- 1955年 - 春風亭小朝、落語家
- 1955年 - 長谷部徹、作曲家
- 1956年 - 中牧昭二、元プロレスラー
- 1957年 - 松下立美、元プロ野球選手
- 1958年 - 佐野元国、元プロ野球選手
- 1958年 - 山本穰、元プロ野球選手（+ 2000年）
- 1959年 - 山下透、作曲家
- 1959年 - トム・アーノルド、コメディアン、俳優、プロデューサー
- 1960年 - ルイス・カルロス・ペレイラ、元サッカー選手
- 1960年 - 鳥飼否宇、小説家
- 1962年 - 柳沢慎吾、タレント
- 1962年 - 猫十字社、漫画家
- 1963年 - 重松清、小説家
- 1965年 - 黄瀬和哉、アニメーター
- 1965年 - 城土大治朗、元プロ野球選手
- 1966年 - アワダジン・プラット、ピアニスト
- 1967年 - 小川博文、元プロ野球選手
- 1967年 - 安河内哲也、予備校講師
- 1967年 - 清水高志、哲学者
- 1968年 - マイケル・ロメオ、ギタリスト（シンフォニー・エックス）
- 1968年 - 真田雅則、元サッカー選手、コーチ（+ 2011年）
- 1969年 - 星野泰視、漫画家
- 1970年 - 井上雅央、プロレスラー
- 1970年 - 高阪剛、総合格闘家
- 1971年 - 今中慎二、元プロ野球選手
- 1971年 - 藤田まぐろ、漫画家
- 1971年 - 久松史奈、シンガーソングライター
- 1972年 - シャキール・オニール、バスケットボール選手
- 1972年 - 大森美香、脚本家
- 1973年 - 福永泰、元サッカー選手
- 1973年 - 有村竜太朗、ミュージシャン（Plastic Tree）
- 1973年 - ぴっかり高木、お笑いタレント（DB芸人）
- 1973年 - マイケル・フィンリー、バスケットボール選手
- 1973年 - 落合るみ、声優
- 1974年 - ドラゴンソルジャーLAW、プロレスラー
- 1975年 - 倖月美和、声優
- 1976年 - ケン・アンダーソン（Mr.ケネディ）、プロレスラー（WWE）
- 1977年 - ギオルゴス・カラグーニス、サッカー選手
- 1977年 - スタニック・ジャネット、フィギュアスケート選手
- 1977年 - 小泉真也、歌手
- 1978年 - 黒部光昭、元サッカー選手
- 1979年 - 森下知哉、元アナウンサー、記者
- 1979年 - エリック・ベダード、元プロ野球選手
- 1979年 - ティム・ハワード、サッカー選手
- 1980年 - 浮田ひさえ、タレント、女優
- 1980年 - 嘉門洋子、タレント、女優
- 1981年 - 中島礼香、元タレント
- 1981年 - Miz、歌手
- 1983年 - 修杰楷、俳優
- 1984年 - ベッキー、タレント
- 1984年 - 山根和馬、俳優、ダンサー（元DA PUMP）
- 1984年 - 堂坂晃三、声優
- 1985年 - 渡辺あゆみ、タレント
- 1986年 - りんたろー。、お笑いタレント（EXIT、元ベイビーギャング）
- 1986年 - 小林圭輔、お笑いタレント（金属バット）
- 1986年 - 雨宮める、グラビアアイドル
- 1986年 - 渡部アキ、女優、ダンサー、タレント
- 1986年 - 上野啓輔、元プロ野球選手
- 1986年 - 池田大、俳優
- 1987年 - ケヴィン＝プリンス・ボアテング、サッカー選手
- 1987年 - 松下洸平、俳優、シンガーソングライター
- 1988年 - Dream Shizuka、歌手、パフォーマー、女優（元Dream、元E-girls）
- 1988年 - レオネス・マーティン、プロ野球選手
- 1988年 - シモン・ミニョレ、サッカー選手
- 1989年 - 南壽あさ子、シンガーソングライター
- 1989年 - アグニエシュカ・ラドワンスカ、テニス選手
- 1989年 - 岩田剛典、歌手、俳優（三代目J Soul Brothers、EXILE）
- 1991年 - 西野勇士、プロ野球選手
- 1991年 - 中谷萌美（MEG）、歌手（BRIGHT）
- 1991年 - レックス・ルガー、音楽プロデューサー
- 1991年 - タイラー・ザ・クリエイター、ラッパー（Odd Future）
- 1991年 - レイトン・パンギリナン、プロ野球選手
- 1991年 ‐ アレクサンダル・ドラゴヴィッチ、サッカー選手
- 1991年 ‐ ロドリゴ・モレノ、サッカー選手
- 1991年 - アン・ジンフィ、プロアイスホッケー選手
- 1992年 - 嗣永桃子、元歌手（元Berryz工房）
- 1992年 - 時田愛梨、モデル、グラビアアイドル、女優
- 1993年 - 貴井美咲、タレント
- 1994年 - 筧美和子、モデル、女優
- 1994年 - 新祐樹、声優
- 1995年 - あいみょん、シンガーソングライター、作曲家、作詞家
- 1995年 - ふじこ、お笑いタレント（元ひみつスナイパー健）
- 1996年 - 閻涵、フィギュアスケート選手
- 1996年 - 高見澤安珠[10][11]、陸上競技選手
- 1996年 - 本渡楓、声優
- 1996年 - ティモ・ヴェルナー、サッカー選手
- 1996年 - 青木亮太、サッカー選手
- 1996年 - 河野玄斗、タレント、YouTuber
- 1997年 - 藤井サチ、ファッションモデル、タレント
- 1997年 - 吉野北人、歌手（THE RAMPAGE from EXILE TRIBE）
- 1997年 - 萩原みのり、女優
- 1997年 - 成田あより、シンガーソングライター
- 1997年 - 神綺杏菜、YouTuber、TikToker
- 1998年 - 松尾瑠璃、元子役
- 1998年 - サンドロ・ファビアン、プロ野球選手
- 1999年 - 橋本幸奈、元アイドル（元Rev. from DVL）
- 1999年 - サニブラウン・アブデル・ハキーム、陸上競技選手
- 2002年 - 生見愛瑠、ファッションモデル、タレント、女優
- 2004年 - YUNA、歌手（iScream）
- 2006年 - 宮城弥生、女優、タレント
- 2007年 - 田内真翔、プロ野球選手
- 2009年 - 青島もも、アーティスト

### 人物以外（動物など）
- 1970年 - ハイセイコー、競走馬（+ 2000年）
- 1994年 - モモ、日本で初めて人工哺育で育てられたカバ
- 2009年 - ゴールドシップ、競走馬
- 2016年 - クロノジェネシス、競走馬

## 忌日

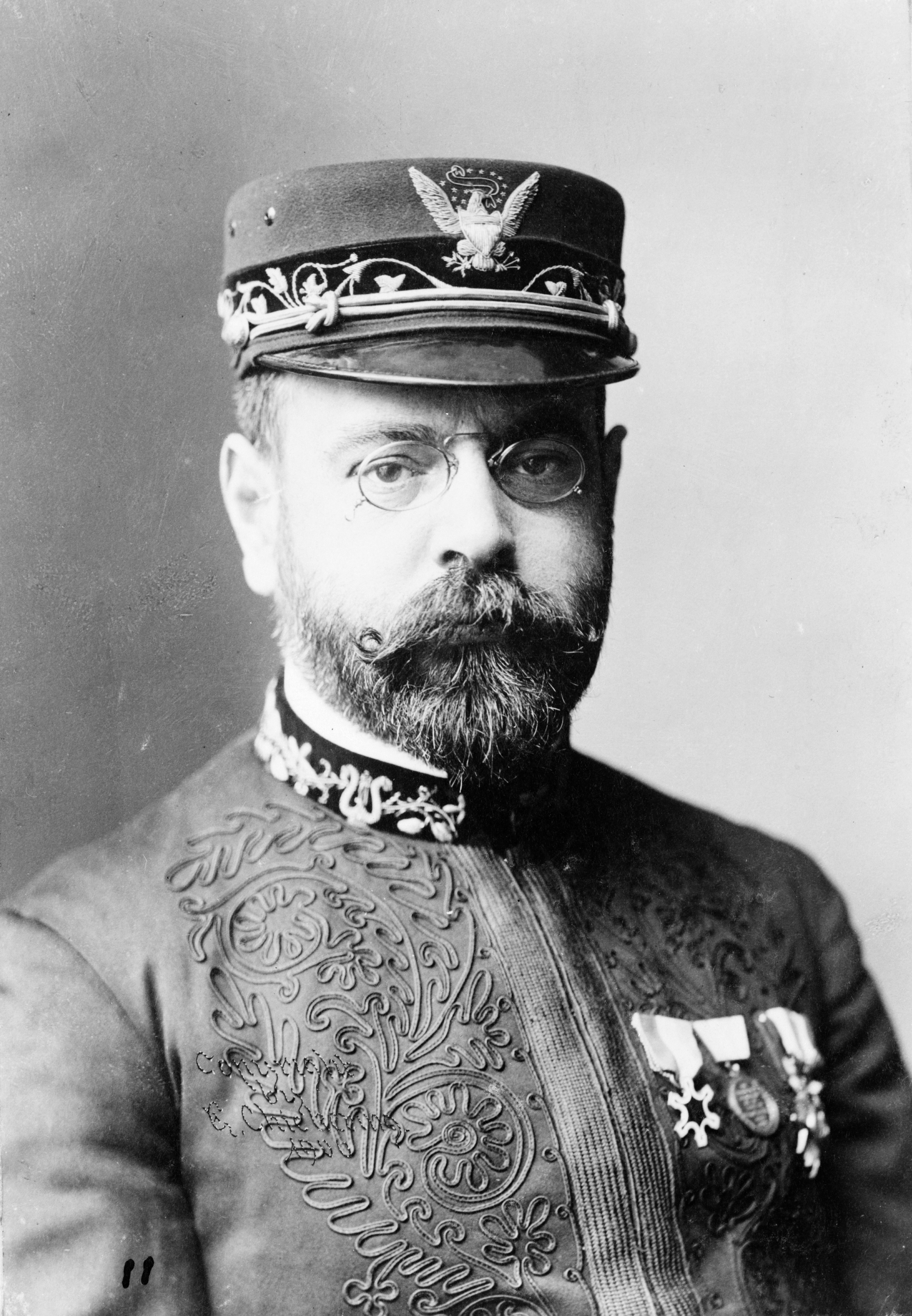
「マーチ王」ジョン・フィリップ・スーザ (1854-1932)没。

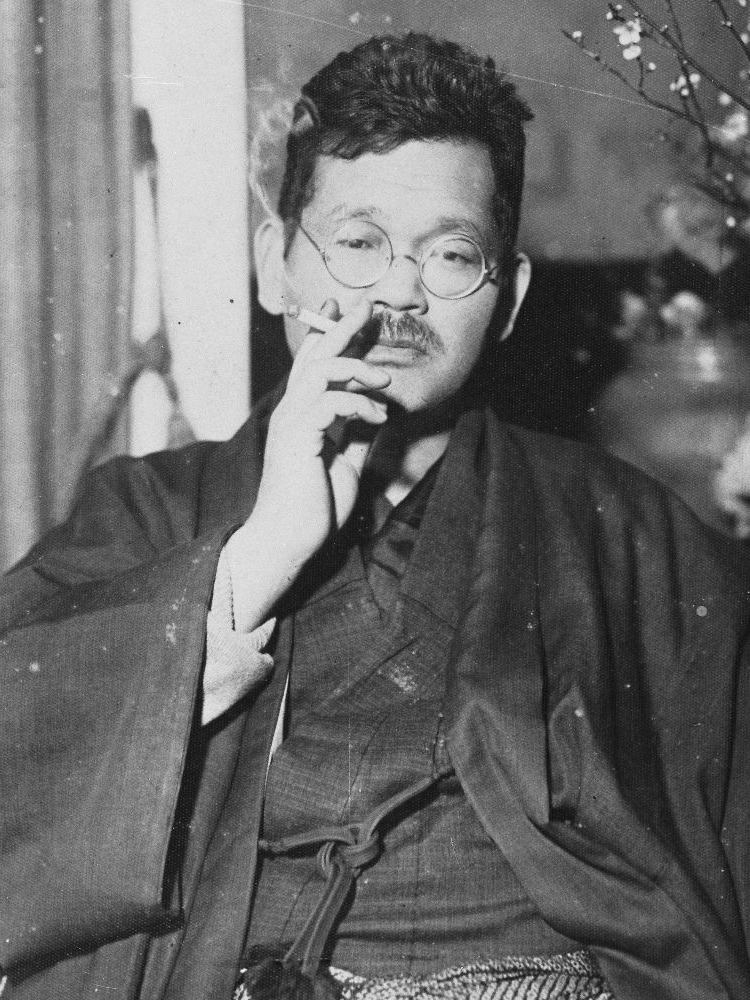
作家菊池寛 (1888-1948)没。若い作家に原稿を書く場を作るため、文藝春秋社を創設。大のギャンブル好き、雑誌の編集長を殴って逃走するなど豪快な逸話も残る。

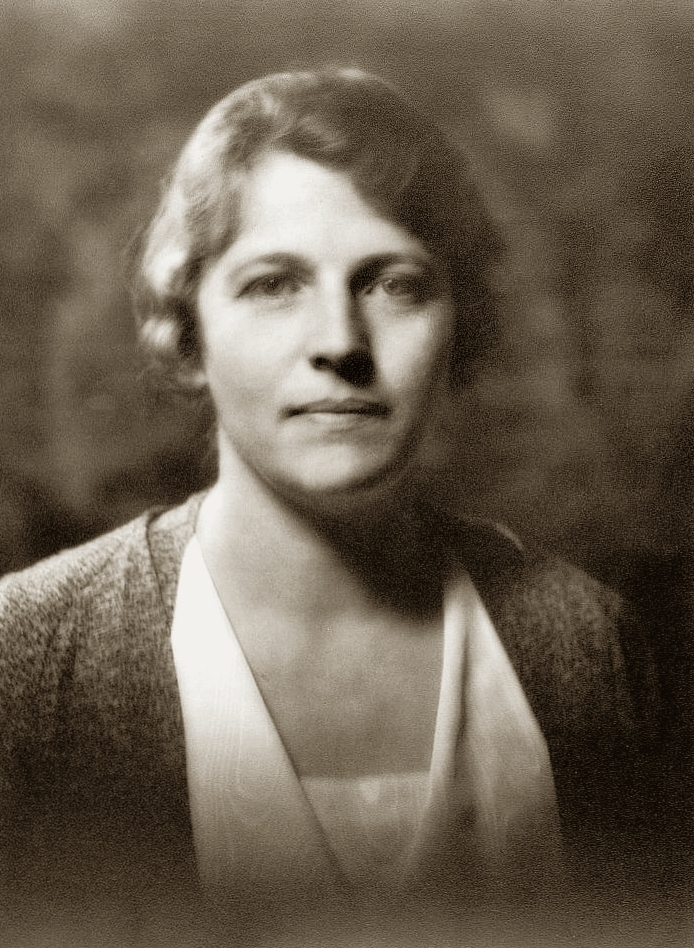
米国の小説家、パール・S・バック (賽珍珠; 1892-1973)没。

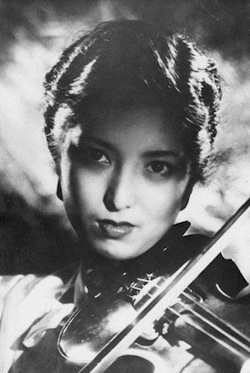
バイオリニスト諏訪根自子 (1920-2012)没。

- 1238年 - アル・カーミル、アイユーブ朝第5代スルタン（* 1180年）
- 1571年（元亀2年2月11日） - 塚原卜伝、剣術家、鹿島新当流開祖（* 1489年）
- 1754年 - ヘンリー・ペラム、イギリス首相（* 1694年）
- 1833年（天保4年1月15日） - 島津重豪、第8代薩摩藩主（* 1745年）
- 1836年 - デイヴィッド・クロケット、アラモの戦いの英雄として知られる軍人（* 1786年）
- 1836年 - ウィリアム・トラヴィス、軍人、法律家（* 1809年）
- 1842年 - コンスタンツェ・モーツァルト、作曲家ヴォルフガング・アマデウス・モーツァルトの妻（* 1762年）
- 1866年 - ウィリアム・ヒューウェル、科学哲学者（* 1794年）
- 1878年 - 斎藤月岑、町名主、江戸時代考証家（* 1804年）
- 1884年 - 徳川茂徳、第15代尾張藩主、第10代一橋家当主（* 1831年）
- 1888年 - ルイーザ・メイ・オルコット、小説家（* 1832年）
- 1892年 - エドワーズ・ピアポント、第33代アメリカ合衆国司法長官（* 1817年）
- 1905年 - ジョン・レーガン、初代アメリカ連合国郵政長官、第3代アメリカ連合国財務長官（* 1818年）
- 1907年 - 立見尚文、日本陸軍の大将（* 1845年）
- 1932年 - ジョン・フィリップ・スーザ、作曲家（* 1854年）
- 1937年 - ルドルフ・オットー、思想家（* 1869年）
- 1939年 - フェルディナント・フォン・リンデマン、数学者（* 1852年）
- 1941年 - ガットスン・ボーグラム、数学者（* 1867年）
- 1943年 - ジミー・コリンズ、プロ野球選手、監督（* 1870年）
- 1947年 - ハルフォード・マッキンダー、地政学者、政治家（* 1861年）
- 1948年 - 菊池寛、小説家（* 1888年）
- 1952年 - ユルゲン・シュトロープ、軍人（* 1895年）
- 1964年 - パウロス1世、ギリシャ王（* 1901年）
- 1967年 - コダーイ・ゾルターン、作曲家（* 1882年）
- 1971年 - サーストン・ダート、音楽学者（* 1921年）
- 1973年 - パール・バック、小説家（* 1892年）
- 1975年 - 石坂泰三、実業家、第2代経団連会長（* 1886年）
- 1981年 - 荒畑寒村、社会主義運動家、政治家（* 1887年）
- 1982年 - アイン・ランド、小説家、思想家（* 1905年）
- 1983年 - キャシー・バーベリアン、声楽家、歌手（* 1925年）
- 1983年 - 牛腸茂雄、写真家（* 1946年）
- 1983年 - 森永太平、実業家（* 1900年）
- 1986年 - ジョージア・オキーフ、画家（* 1887年）
- 1990年 - ジョー・シーウェル、元プロ野球選手（* 1898年）
- 1990年 - 古在由重、哲学者（* 1901年）
- 1994年 - 勝木保次、生理学者 (* 1905年)
- 1994年 - メリナ・メルクーリ、女優（* 1920年）
- 1995年 - 野呂恭一、政治家、第57代厚生大臣（* 1919年）
- 1997年 - チェディ・ジェーガン、ガイアナ首相（* 1918年）
- 1997年 - マイケル・マンリー、政治家、第5代ジャマイカ首相（* 1924年）
- 1999年 - 濱谷浩、写真家（* 1915年）
- 1999年 - 伊藤庄七、元プロ野球選手（* 1918年）
- 1999年 - 谷正雄、経営者、元北陸電力社長（* 1924年）
- 2000年 - 真家ひろみ、歌手（* 1946年）
- 2003年 - 小金丸幾久、彫刻家（* 1915年）
- 2004年 - 高村ルナ、歌手、女優（* 1952年）
- 2005年 - ハンス・ベーテ、物理学者（* 1906年）
- 2005年 - 山内一郎、政治家（* 1913年）
- 2005年 - 栗原貞子、詩人（* 1913年）
- 2005年 - テレサ・ライト、女優（* 1918年）
- 2006年 - 奥田智重子、ソプラノ歌手、元国立音楽大学教授（* 1915年）
- 2006年 - カービー・パケット、元プロ野球選手（* 1960年）
- 2006年 - キング・フロイド、アメリカ合衆国のソウル歌手 （* 1945年）
- 2007年 - アーネスト・ガロ、ワイン醸造家（* 1909年）
- 2007年 - ピエール・モワノー、小説家（* 1920年）
- 2007年 - ジャン・ボードリヤール、思想家（* 1929年）
- 2007年 - アレン・コージ、プロレスラー（* 1943年）
- 2008年 - 丸元淑生、小説家（* 1934年）
- 2008年 - 水城武彦、経済ジャーナリスト、元NHK記者（* 1939年）
- 2009年 - フランシス・マガロナ、ラッパー、音楽プロデューサー、俳優（* 1964年）
- 2010年 - 趙慶哲、天文学者（* 1929年)
- 2011年 - ヤーン・ポプルハール、サッカー選手（* 1935年）
- 2011年 - 徳丸完、俳優、声優（* 1941年）
- 2011年 - 尾藤公、高校野球指導者（* 1936年）
- 2012年 - 諏訪根自子、ヴァイオリニスト（* 1920年）
- 2012年 - フランシスコ・シャビエル・ド・アマラル、政治家（* 1937年）
- 2012年 - 紗ゆり、声優（* 1956年）
- 2012年 - ヴォジミエシュ・スモラレク、サッカー選手、指導者（* 1957年）
- 2013年 - アルヴィン・リー、ギタリスト（* 1944年）
- 2013年 - いわしげ孝、漫画家（* 1954年）
- 2014年 - 中江要介、外交官、元駐中華人民共和国大使（* 1922年）
- 2014年 - フランク・ジョーブ、整形外科医（* 1925年）
- 2015年 - 浅井信雄、国際政治学者（* 1935年）
- 2015年 - 成沢大輔、ゲーム評論家（* 1965年）
- 2016年 - ナンシー・レーガン、アメリカ合衆国大統領ロナルド・レーガンの未亡人（* 1921年）
- 2016年 - 多湖輝、心理学者、千葉大学名誉教授（* 1926年）
- 2017年 - アルベルト・ゼッダ、指揮者（* 1928年）
- 2017年 - 小島晋治、歴史学者、東京大学名誉教授（* 1928年）
- 2017年 - 片山正樹、フランス文学者、関西学院大学名誉教授（* 1929年）
- 2017年 - ロバート・オズボーン、俳優、映画史家、テレビ司会者（* 1932年）
- 2017年 - ミッキー・マービン、アメリカンフットボール選手（* 1955年）
- 2017年 - 藤野美奈子、漫画家（* 1962年）
- 2018年 - 石原伸司、作家（* 1938年）
- 2018年 - ジョン・サルストン、生物学者、ノーベル生理学・医学賞受賞者（* 1942年）
- 2018年 - スティーブ・ストローター、プロ野球選手（* 1952年）
- 2018年 - 麻生香太郎、音楽評論家、作詞家（* 1952年）
- 2018年 - 水原理枝子、バレーボール選手（* 1956年）
- 2019年 - 鍛冶清、政治家（* 1928年）
- 2019年 - 鈴木正裕、民事訴訟法学者、弁護士、第10代神戸大学学長、同大学名誉教授（* 1932年）
- 2019年 - 喰田孝一、高校野球指導者（* 1936年）
- 2019年 - 森山加代子、歌手（* 1940年）
- 2019年 - 砂川しげひさ、漫画家（* 1941年）
- 2019年 - エムナマエ、イラストレーター、児童文学作家（* 1948年）
- 2020年 - 坂村貞雄、農学者、化学者、元帯広畜産大学学長、北海道大学名誉教授（* 1925年）
- 2020年 - アンリ・リシャール、アイスホッケー選手（* 1936年）
- 2020年 - 百瀬喬、音楽評論家（* 1937年）
- 2020年 - マッコイ・タイナー、ジャズピアニスト（* 1938年）
- 2021年 - ルー・オッテンス、技術者、発明家（* 1926年）
- 2021年 - 松本勝明、競輪選手、競輪指導者、元日本名輪会会長（* 1928年）
- 2022年 - コロンディ・マルギット、体操競技選手、1952年ヘルシンキ・1956年メルボルン五輪金メダリスト（* 1932年）
- 2022年 - ロビー・ブライトウェル、陸上選手（* 1939年）
- 2022年 - パブロ・リー、俳優、志願兵（* 1988年）
- 2023年 - 三好達、政治活動家、裁判官、第13代最高裁判所長官、第3代日本会議会長（* 1927年）
- 2023年 - 今井政之、陶芸家（* 1930年）
- 2023年 - 王小謨、レーダー専門家（* 1938年）
- 2023年 - 小保内聖子、砲丸投選手（* 1940年）
- 2023年 - 秋竜山、漫画家（* 1942年）
- 2023年 - ジョージナ・ベイアー、政治家（* 1957年）
- 2024年 - 田部光子、美術家（* 1933年）
- 2024年 - 新海英行、教育学者、名古屋大学名誉教授、元名古屋柳城短期大学学長（* 1938年）
- 2024年 - 五百籏頭眞、政治学者（*1943年）
- 2024年 - マルタン・ンドンゴ＝エバンガ、ボクサー（* 1966年）
- 2024年 - 浅井裕、漫画家（* 生年不詳）
- 2025年 - 堀込征雄、政治家（* 1942年）

## 記念日・年中行事

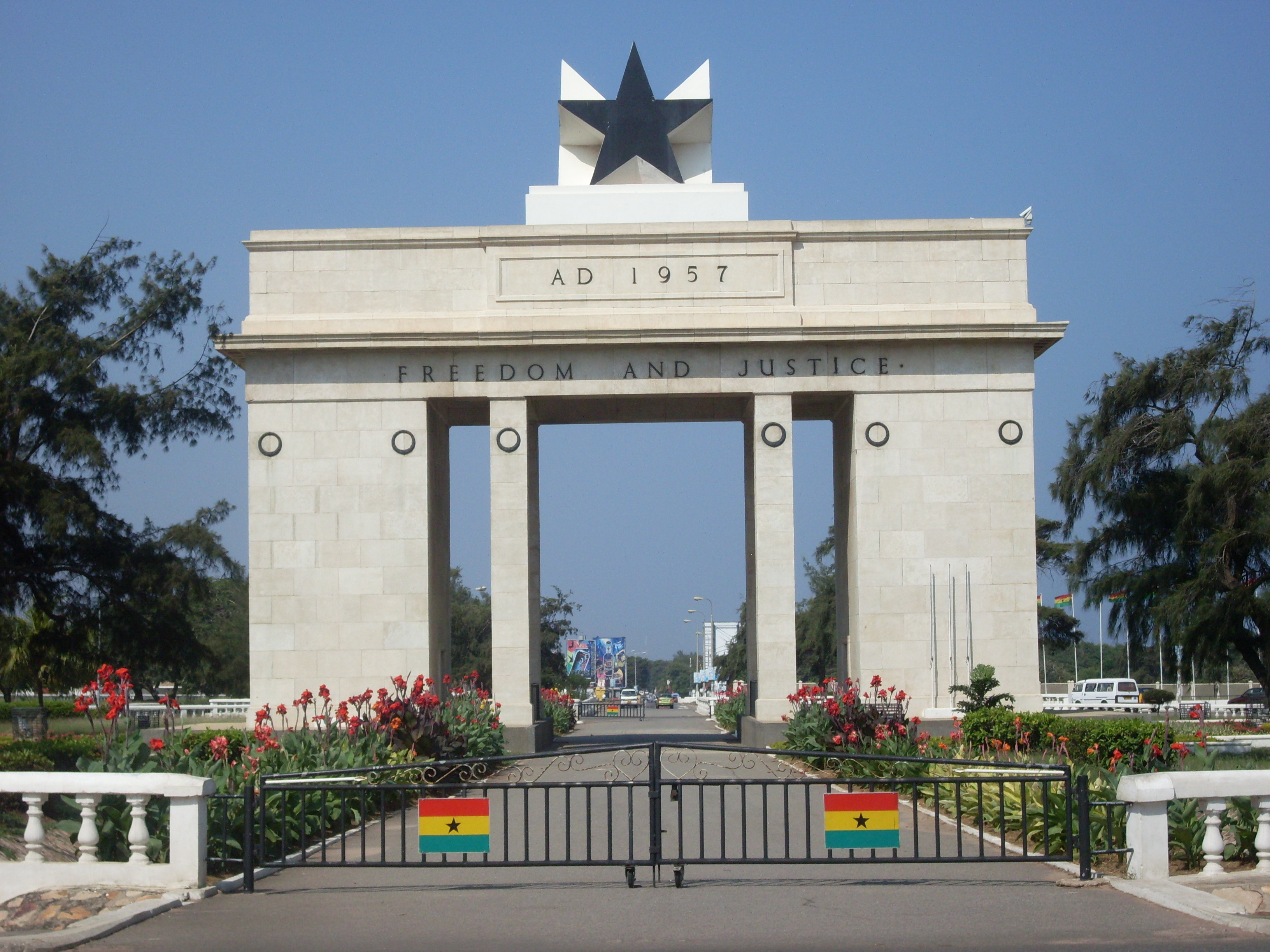
ガーナの独立記念日(1957年独立)。画像は独立記念門

- 啓蟄（ 日本2010年・2011年）
二十四節気の1つ。太陽の黄経が345度の時で、大地が暖まり冬眠をしていた虫が穴から出てくるころ。
- 独立記念日（ ガーナ）
1957年3月6日にイギリスから独立。
- 世界一周記念日（ 日本）
1967年（昭和42年）のこの日、日本航空が世界一周西回り路線が営業を開始したことにちなむ。
- 弟の日（ 日本）
姉妹型・兄弟型の提唱者畑田国男により制定[13]。兄の日は6月6日、妹の日は9月6日、姉の日は12月6日。
- スポーツ新聞の日（ 日本）
1946年（昭和21年）のこの日、日本初のスポーツ新聞『日刊スポーツ』が創刊されたことに由来。
- 地久節（ 日本 1927年 - 1947年）／皇后誕生日（ 日本 1948年 - 1988年）
昭和天皇の后・香淳皇后の誕生日。
- 36の日（ 日本）
36（サブロク）の日。「1日8時間 1週40時間」を超えて残業させたり休日出勤させる場合は、36協定を結ばなければならないことを社会に広めるために定めた。
- エステティックサロンの日（ 日本）
2016年1月21日（木）「消費者にエステティックをより身近な存在として感じていただくこと」を目的に、3月6日を『エステティックサロンの日』として一般社団法人日本記念日協会に認定。